# Graevemeyer

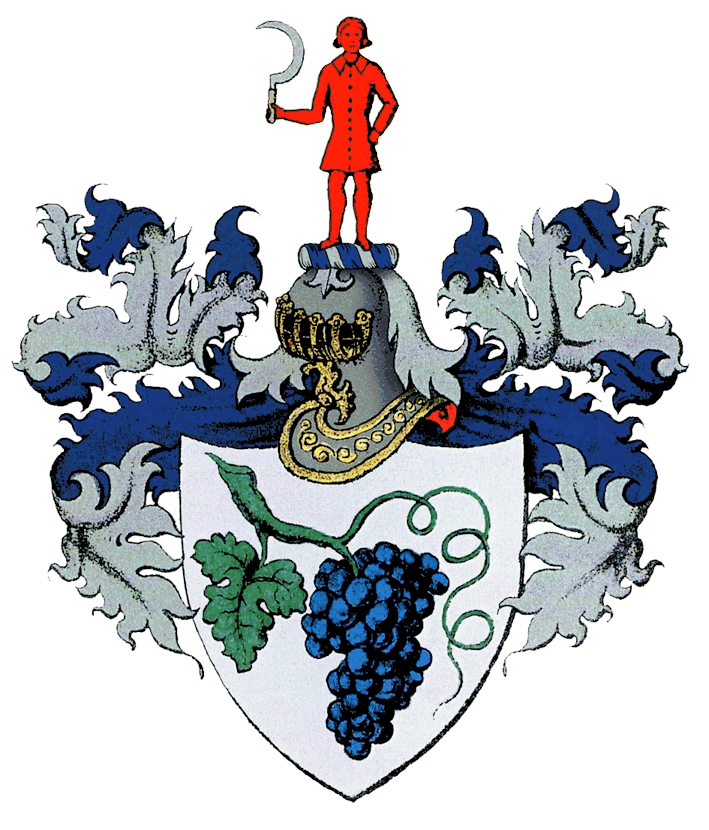
Wappen derer von Graevemeyer

Graevemeyer ist der Name eines niedersächsischen Adelsgeschlechts, dessen Zweige zum Teil bis heute bestehen.

## Geschichte

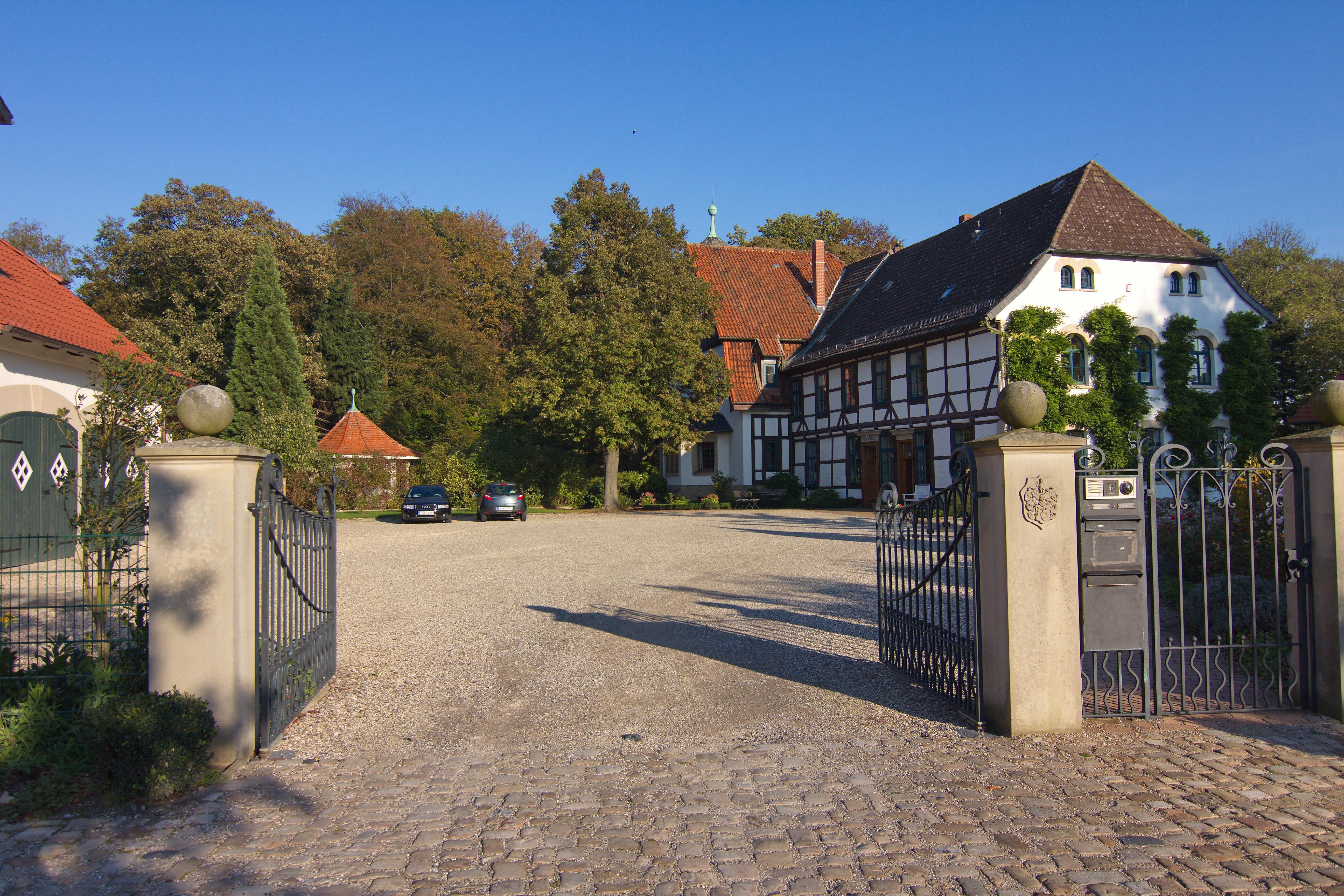
Rittergut Bemerode I

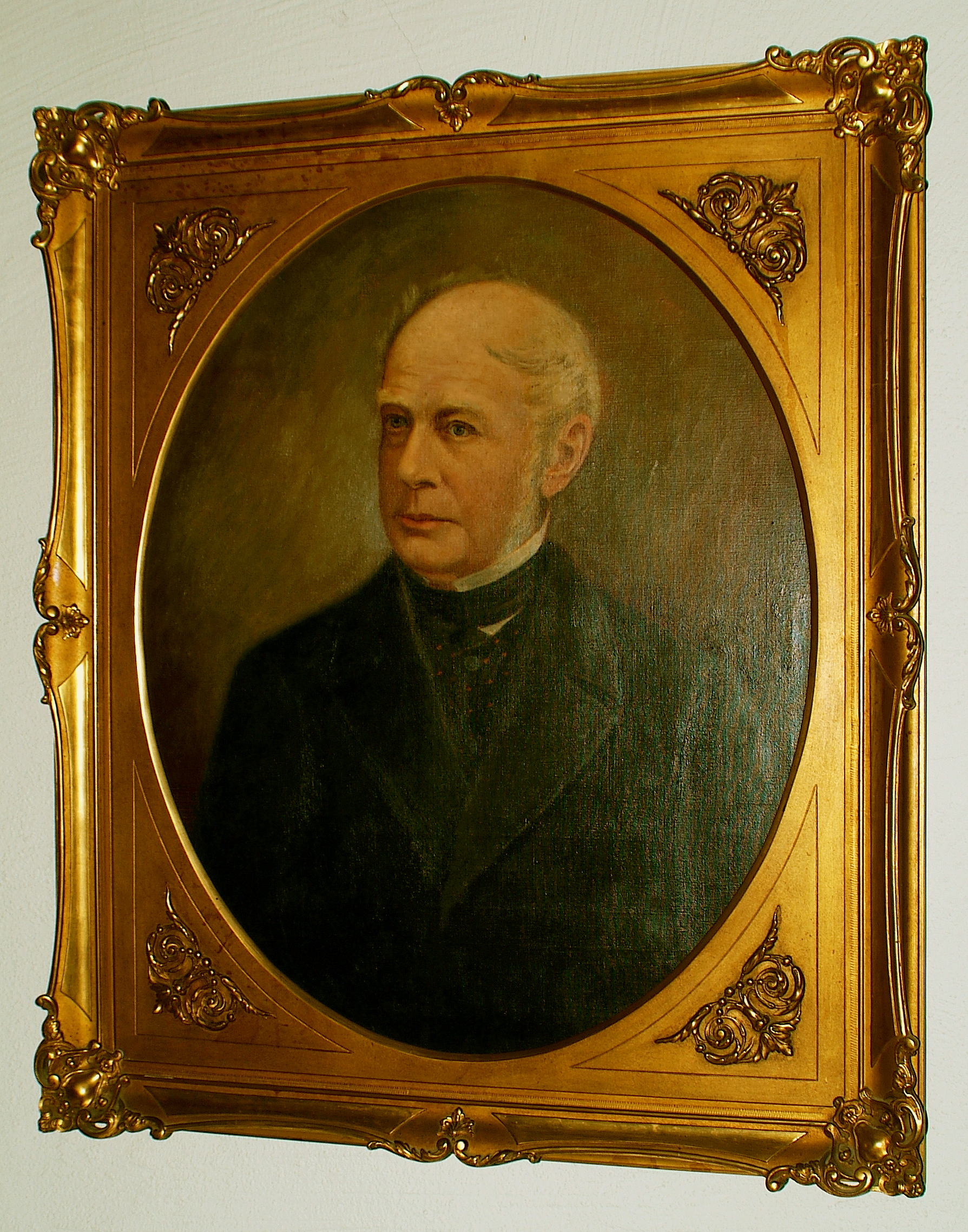
Eberhard Friedrich von Graevemeyer (1805–1892), hannoverscher Oberamtmann

Die Familie soll ihren Ursprung in Goslar im Harz haben wo im 16. und 17. Jahrhundert zahlreiche Namensträger als Bürger, Handwerker und Ratsherren bekannt sind. Der Familienname Graevemeyer kommt jedoch ebenfalls ab dem 16. Jahrhundert in Hespe, Oberbörry und Emmen vor, ab dem späten 18. Jahrhundert lässt sich eine gleichnamige Familie auch in Coppenbrügge feststellen.
Die gesicherte Stammreihe des Geschlechts beginnt mit Hans Grevemeyer († 1622), Schuhmachermeister und Ältester der kleinen Gilde St. Johannis in Riga. Sein Sohn Michael Graevemeyer war 1644 Superintendent zu Barum, dessen Sohn Heinrich Barthold Graevemeyer (* 1638; † 1691), war Amtsadvokat des Fürstentums Dannenberg.
Ferdinand Wilhelm Christoph von Graevemeyer (* 1675; † 1746), braunschweigisch-lüneburgischer Hof- und Klosterrat sowie Erbherr auf Bemerode und Münder, wurde am 18. Dezember 1745 in Wien in den Rittermäßigen Reichsadelsstand gehoben. In Hannover zählten die Graevemeyer zu den sogenannten „Hübschen Familien“.
Alle heute lebenden Angehörigen der Familie sind Nachfahren des hannoverischen Majors und Erbherrn auf Bemerode Georg Christoph Friedrich von Graevemeyer (* 1778; † 1832). Er war ein Enkel des zuvor genannten. Unter seinen Söhnen teilte sich die Familie in zwei Linien.
Die Deszendenten des hannoverischen Oberamtmann in Ohsen und Polle, Eberhard Friedrich von Graevemeyer (* 1805; † 1892) besitzen bis zum heutigen Tage das Gut Bemerode. Erhebliche Teile des Gutslandes wurden infolge seiner Lage in der Stadt Hannover bebaut bzw. aufgesiedelt. Erworben wurde dafür u. a. das Gut Martinsbüttel bei Gifhorn.
Sein jüngerer Bruder, der hannoverische Leutnant Werner August Leo von Graevemeyer (* 1811; † 1898), ließ 1852 das Jagdschloss Seelhorst errichten. Mit seiner Haushälterin zeugte er sieben Kinder, die er durch spätere Heirat 1885 legitimierte, was auch das preußische Heroldsamt anerkannte. Auch diese Linie hat bis in die Gegenwart Bestand.

## Wappen
Das Wappen (1745) zeigt in Silber eine blaue Weintraube mit grünem Stiel, Blatt und Rebe. Auf dem Helm mit blau-silbernen Decken ein vorwärtsgewandter rotbekleideter Mann, in der Rechten eine silberne Sichel haltend, die Linke eingestemmt.

## Persönlichkeiten
- Ferdinand Wilhelm Christoph von Graevemeyer (1675–1746), braunschweigisch-lüneburgischer Hof- und Klosterrat sowie Erbherr auf Bemerode und Münder
- Georg Christoph Friedrich von Graevemeyer (1778–1832), hannoverischer Major und Erbherr auf Bemerode
- Eberhard Friedrich von Graevemeyer (1806–1892), deutscher Verwaltungsjurist und Gutsbesitzer